# James Erskine (comte de Mar et Kellie)
Pour les articles homonymes, voir Erskine.
James Thorne Erskine (né le 10 mars 1949) est un pair écossais et ancien membre libéral démocrate de la Chambre des lords.

## Biographie
Formé au Collège d'Eton, il est page d'honneur de la reine Élisabeth II en 1962 et 1963. Il intègre ensuite le Moray House College of Education, à Édimbourg, avant de se lancer dans une carrière en travailleur social auprès de diverses autorités locales écossaises. Il travaille également comme constructeur de bateaux et sert avec la Royal Auxiliary Air Force et le Royal Naval Auxiliary Service.
Ayant accédé aux titres l'année précédente, le comte prend son siège à la Chambre des lords en 1994, choisissant de siéger sur les bancs des libéraux démocrates. Il perd son siège après l'adoption de la House of Lords Act 1999. Cependant, le 19 avril 2000, il est créé pair à vie en tant que baron Erskine de la tour d'Alloa, d'Alloa dans le comté de Clackmannanshire, lui permettant de retourner à la chambre. Il est le candidat libéral démocrate pour la circonscription d'Ochil aux élections du Parlement écossais de 1999, mais n'est pas élu. Il prend sa retraite de la Chambre des lords le 30 juin 2017.
En tant que 16e vicomte Fentoun, il est premier vicomte de la pairie d'Écosse. Il est également chef du nom et des armes d'Erskine. Depuis 1991, il est lieutenant adjoint du Clackmannanshire.
En raison d'un différend au XIXe siècle, il existe un autre comté de Mar, détenu par Margaret Alison de Mar, 31e comtesse de Mar. La préséance déterminée par le décret de classement est la comtesse de Mar, 4e (créée en 1404) et le comte de Mar et Kellie, 10e (créée en 1619).
Comme le comte de Mar n'a pas d'enfants, son héritier est son frère cadet, Alexander David Erskine.